# Farid Gayibov
Pour les articles homonymes, voir Gayibov.
Farid Gayibov (en azéri:Fərid Fazil oğlu Qayıbov; né le 24 avril 1979 à Bakou ) est le ministre de la Jeunesse et des Sports de la république d'Azerbaïdjan (à partir du 7 septembre 2021), président de l'Union européenne de gymnastique (2018), membre du comité exécutif de la Fédération internationale de gymnastique (FIG), président du comité intergouvernemental de l'UNESCO dans le domaine de l'éducation physique et le sport (CIGEPS) en 2022.

## Biographie
Farid Gayibov est né le 24 avril 1979 à Bakou. En 1995, il termine ses études à l'école secondaire numéro 1 de Bakou. La même année, il est admis à la faculté de l'organisation et la gestion du business de l'Institut de management de l'économie nationale auprès du cabinet des ministres de la république d'Azerbaïdjan.
En 1999, il obtient sa licence et en 2001, un master en gestion de business.
Niveau académique
En 2014, il obtient son PhD à l'université d'État d'éducation physique, du sport et de la santé Peter Lesgaft de Saint-Pétersbourg en Russie.
Religion- Islam.
Marié, il a deux fils et une fille.

## Activité dans le domaine pétrolier
De 2000 à 2001, il travaille dans le stock du bureau d'extraction de pétrole et de gaz « Balakhanyneft » de la Compagnie nationale pétrolière et gazière d'Azerbaïdjan ( SOCAR).
Dans les années 2001-2003, il exerce les fonctions d'un économiste dans le département de planification du bureau d'extraction de la compagnie SOCAR.

### Activité dans le domaine du sport (gymnastique)

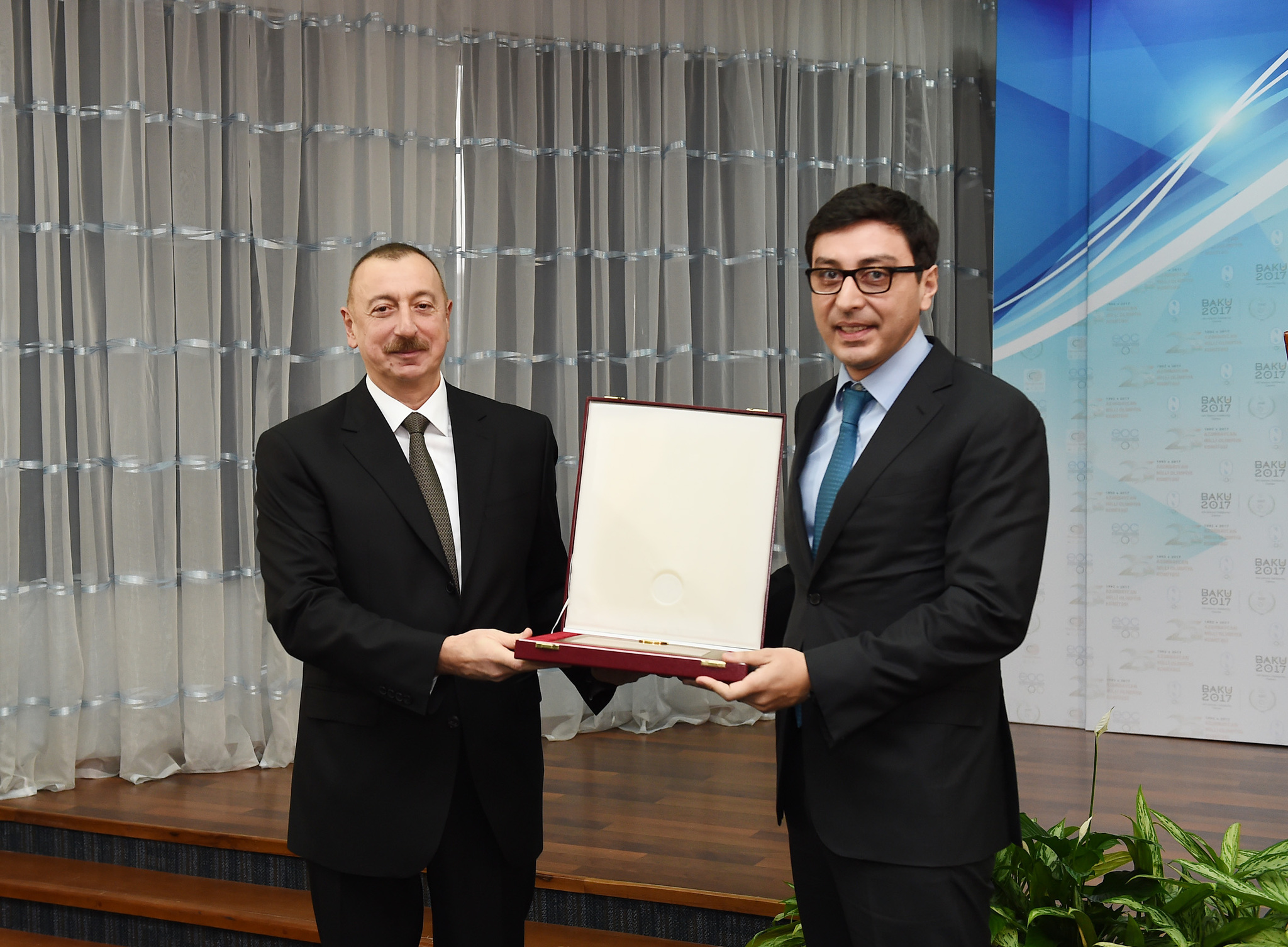

- En 2003-2005, Farid Gayibov travaille comme manager de sport et de logistique à la Fédération de gymnastique d'Azerbaïdjan (AGF). Pendant ces années, il prend une part active au travail des Comités d'organisation locaux des trois étapes de la Coupe du monde de gymnastique sportive (dans les années 2003-2004-2005) et du Championnats du monde de gymnastique rythmique 2005,ainsi que dans l'organisation des Cours de formation de juges internationaux en gymnastique sportive à Bakou (2007). De 2005 à 2006, il exerce les fonctions de manager général de l'AGF. En 2006, F.Gayibov est élu au poste de secrétaire général de la Fédération lors de la conférence régulière de l'AGF.
- En 2006-2007, 2008-2009 et 2013-2014, il est directeur exécutif des comités d'organisation locaux des 3 championnats d'Europe de gymnastique rythmique organisés à Bakou (2007, 2009, 2014). En 2008, Farid Gayibov est élu membre du conseil (pour la période Olympique de 2008-2012) de la Fédération internationale de gymnastique (FIG) lors du 77e Congrès (17-19 octobre à Helsinki en Finlande)[1].

- Le 25 décembre 2010, il est réélu au poste de secrétaire général pendant la réunion du Comité Exécutif de l'AGF.
- Lors du 79e Congrès de la FIG (25-27 octobre à Cancun au Mexique) en 2012, il est réélu membre du Conseil de cette organisation[2].
- En 2013, il est élu vice-président de l'Union européenne de gymnastique lors du 25e Congrès de cette même organisation à Portoroz (6-7 décembre en Slovénie). Par conséquent, il démissionne du Conseil de la FIG[3].
- Il est membre du Comité National Olympique (CNO) d'Azerbaïdjan de 2013 à 2021.
- Dans les années 2013 et 2014, il devient organisateur des cours d'entrainement de gymnastique rythmique au premier et au deuxième niveaux de l'Académie de FIG.
- Lors des années 2014-2015, il occupe le poste de directeur exécutif dans le Comité d'Organisation local des « Open Joint Azerbaidjan Championships » dans six disciplines de gymnastique afin de tester le site des Premiers Jeux européens de Bakou 2015[4].
- Dans les années 2014-2015, il travaille comme conseiller dans les compétitions de gymnastique organisées dans le cadre des Jeux européens de 2015 de Bakou.
- Le 24 décembre 2015, il est réélu au poste de secrétaire général lors de la réunion du Comité Exécutif de l'AGF.
- En 2015-2016, il exerce la fonction de directeur exécutif des Comités d'Organisation locaux de la Coupe du monde de gymnastique rythmique (AGF Trophy, de série Challenge 2016), de la Coupe du monde de gymnastique rythmique et  de trampoline (AGF Trophy) organisés dans les années 2016 et 2017 à Bakou.
- Dans les années 2016-2017, il occupe le poste de directeur exécutif des Comités d'Organisation locaux des compétitions de gymnastique dans le cadre des Cours intercontinentaux et internationaux de juges, des Cours internationaux de juges de gymnastique masculine (2017), du Conseil de FIG (2017), de la quatrième édition des Jeux de la solidarité islamique 2017 à Bakou.
- À partir de 2003, il acquiert une grande expérience dans l'organisation des compétitions sportives au niveau local et international dans le domaine de la gymnastique rythmique, gymnastique masculine, tumbling et gymnastique acrobatique, et depuis 2013 dans le domaine de la gymnastique féminine, du trampoline et de l'aérobic.
- Participant aux Congrès de l'Union européenne de gymnastique et de la FIG, membre des délégations aux Jeux olympiques des éditions de Azerbaïdjan aux Jeux olympiques d'été de 2008 à Pékin, Azerbaïdjan aux Jeux olympiques d'été de 2012 à Londres et Azerbaïdjan aux Jeux olympiques d'été de 2016 à Rio de Janeiro, chef des délégations des Championnats de l'Europe et du Monde dans différentes disciplines de gymnastique, de 2014 jusqu'à 2017, il devient président de l'équipe des juges d'appel (par désignation) dans les Championnats d'Europe de gymnastique rythmique.
- En décembre 2018, il est élu président de l'Union européenne de gymnastique (UEG) lors du 27e Congrès de cette organisation à Split en Croatie[5],[6], et en raison de son élection à la présidence, il démissionne du poste de secrétaire général de la Fédération.
- En tant que président de la gymnastique européenne, il est président du conseil présidentiel, du Comité exécutif et de l'assemblée générale de cette organisation et représente la gymnastique européenne au Comité exécutif de la FIG.
- Il est membre du comité d'appel de la gymnastique des Jeux olympiques de Tokyo 2020 en tant que membre du comité exécutif de la FIG.
- Farid Gayibov est nommé ministre de la jeunesse et des sports de la république d'Azerbaïdjan, en septembre 2021, selon l'ordre du président du pays Ilham Aliyev.
- En 2021 il et élu vice-président du Comité olympique de la république d'Azerbaïdjan lors de la VIIIe assemblée générale de rapport et élection de cette organisation.
- En 2022, il est elu président du Comité intergouvernemental de l'UNESCO dans le domaine de la culture physique et les sports lors d'une réunion d'urgence au siège de cette organisation.
- Gayibov est participqnt du Ve Forum Ethnosports organisé sous la devise Renaissance des sports traditionnels organisé conjointement par la Confédération mondiale Ethnosports et le Ministère de la Jeunesse et des Sports de la république d'Azerbaïdjan à Bakou (5-6 mars 2022).
- Il préside la 3e réunion du Conseil permanent des ministres de la jeunesse et des sports de l'Organisation de la coopération islamique, tenue à Bakou (23 juin 2022).
- Gayibov participe au Sommet de la jeunesse du Mouvement des non-alignés, organisé à Bakou (25-29 juillet 2022) avec le soutien du ministère de la Jeunesse et des Sports de la république d'Azerbaïdjan.
- Farid Gayibov est réélu président de la Gymnastique Européenne avec 100 % des voix lors du 29-em Congrès de la gymnastique européenne qui s'est tenu à Albufeira (Portugal) les 2 et 3 décembre 2022.

- Par arrêté signé le 7 février 2023 par le Président de la République d'Azerbaïdjan Ilham Aliyev, le ministre de la Jeunesse et des Sports est élu membre du comité d'organisation du 74e Congrès astronautique international  tenu à Bakou cette année-là.

- Par décret signé le 11 mars 2023 de la part du Président de la République d'Azerbaïdjan Ilham Aliyev, le ministre de la Jeunesse et des Sports, Farid Gayibov, est nommé président du comité d'organisation à Bakou en 2023 de la VIIe Conférence internationale des ministres et des hauts fonctionnaires chargés de l'éducation physique et du sport (MINEPS VII).
- La VIIe Conférence internationale des ministres et hauts fonctionnaires chargés de l'éducation physique et du sport (MINEPS VII), qui s'est tenue à Bakou du 26 au 29 juin 2023, est présidée par le ministre de la Jeunesse et des Sports Farid Gayibov.
- Les 25 et 26 octobre 2023, lors de la 9e Conférence des Parties de la Convention internationale contre le dopage dans le sport au siège de l'UNESCO, Farid Gayibov est élu vice-président de la Convention internationale contre le dopage dans le sport.

## Activité pédagogique
- En mars-mai 2019 F.Gayibov donne des conférences sur le sujet Système de gestion internationale du sport et mouvement olympique à l'Académie nationale azerbaïdjanaise de la culture physique et des sports.

- En septembre - octobre 2020  F.Gayibov dirige la pratique éducative dans le domaine de la recherche, de la communication et de l'innovation pour les étudiants en master à la faculté de gestion du sport de l'Académie nationale azerbaïdjanaise de la culture physique et des sports.

## Prix et récompenses
- Médaille de bronze de la FIG (pour son élection à deux reprises en tant que membre du Conseil de la FIG (en 2008 et 2012) lors du 81e Congrès de la FIG en 2016 à Tokyo au Japon).

- Médaille de la Reconnaissance de la FIG lors de la 17e réunion du Conseil

- Diplôme d'honneur du président de la république d'Azerbaïdjan pour sa contribution au développement du sport dans son pays, conformément à l'ordre d'Ilham Aliyev, président de la république d'Azerbaïdjan[7].
- Personnalité sportive de l'année (2018).

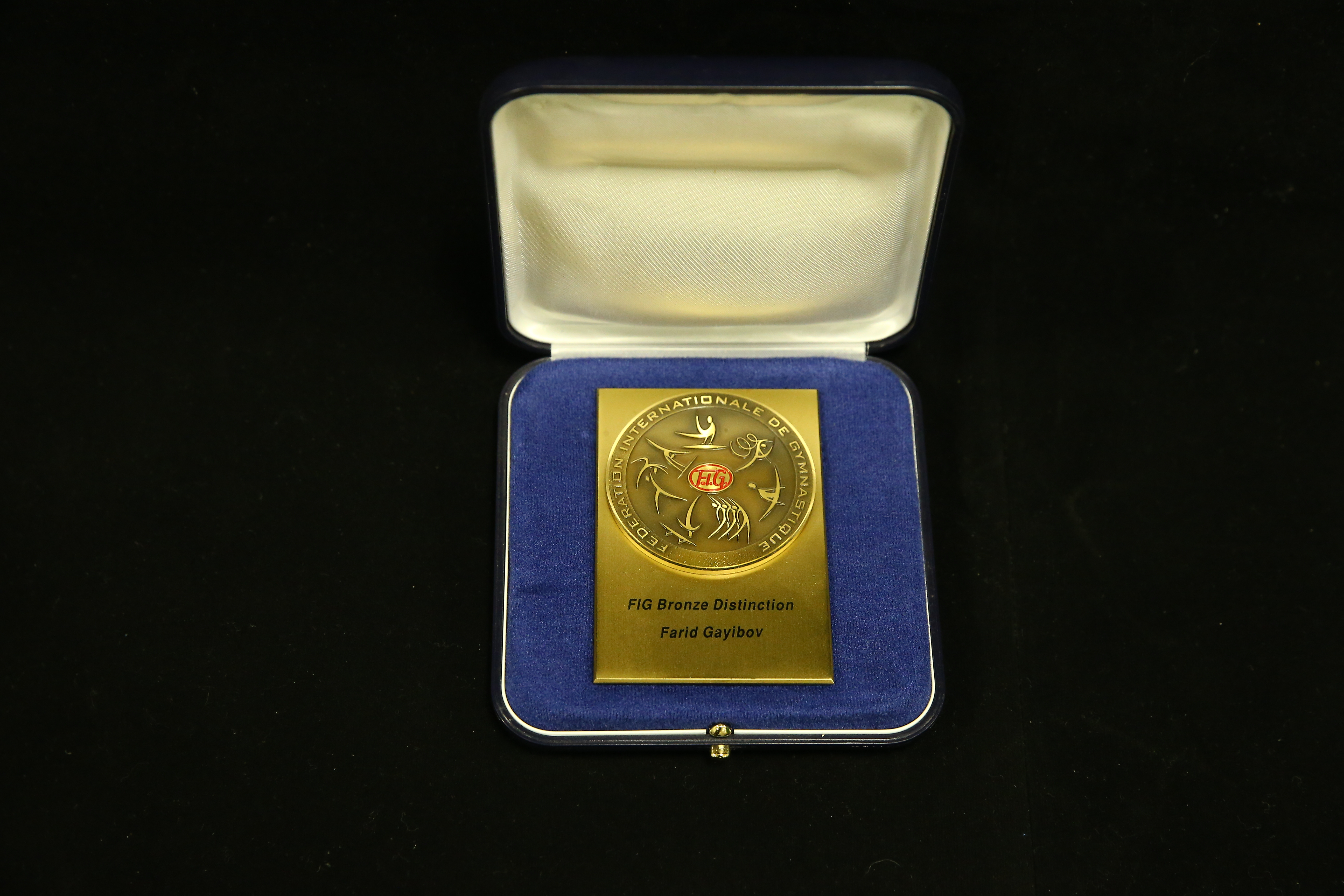
Médaille de bronze, Congrès FIG, Tokyo, Japon, 2016
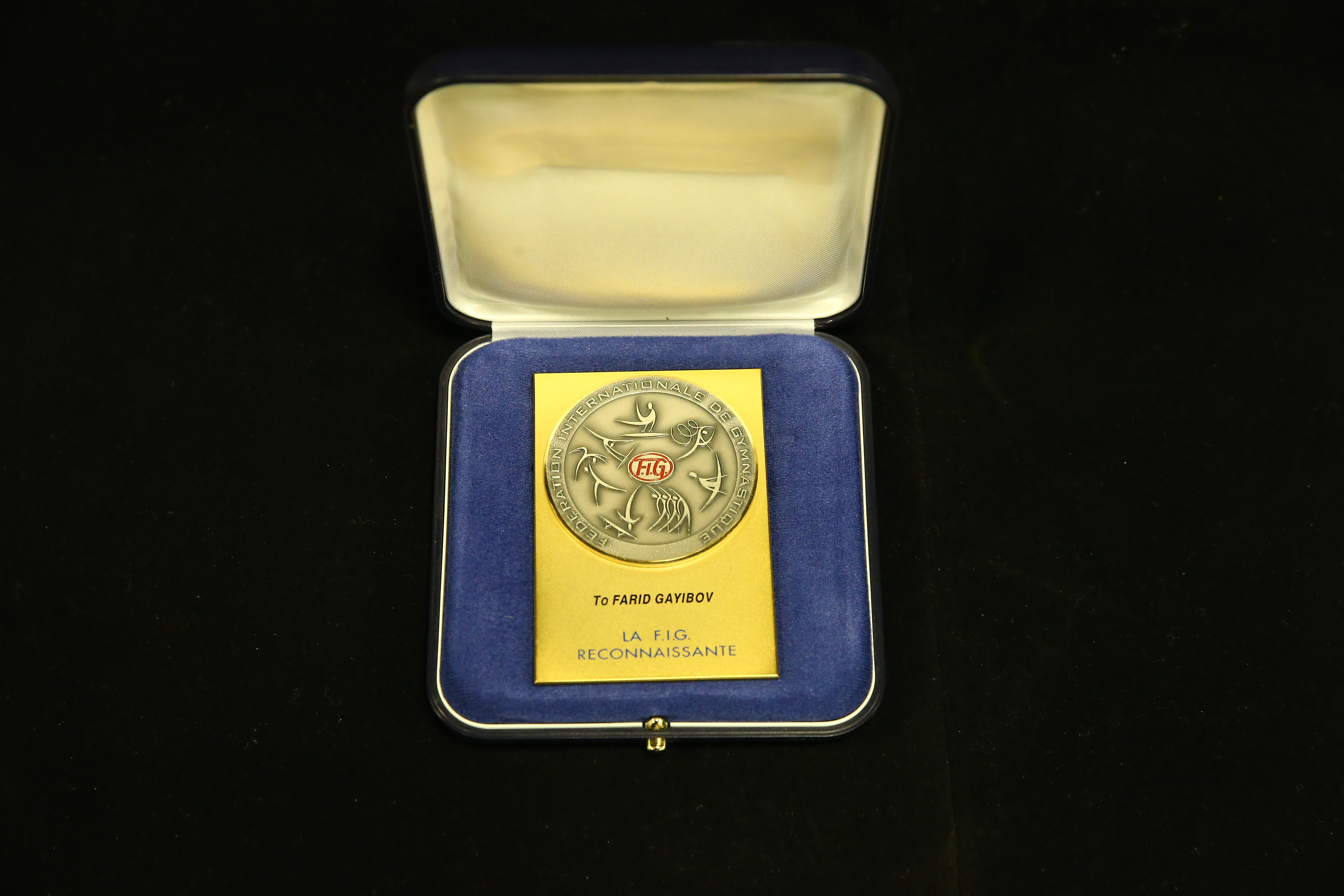
Médaille d'évaluation des performances, Conseil de la FIG, Bakou, Azerbaïdjan, 2017
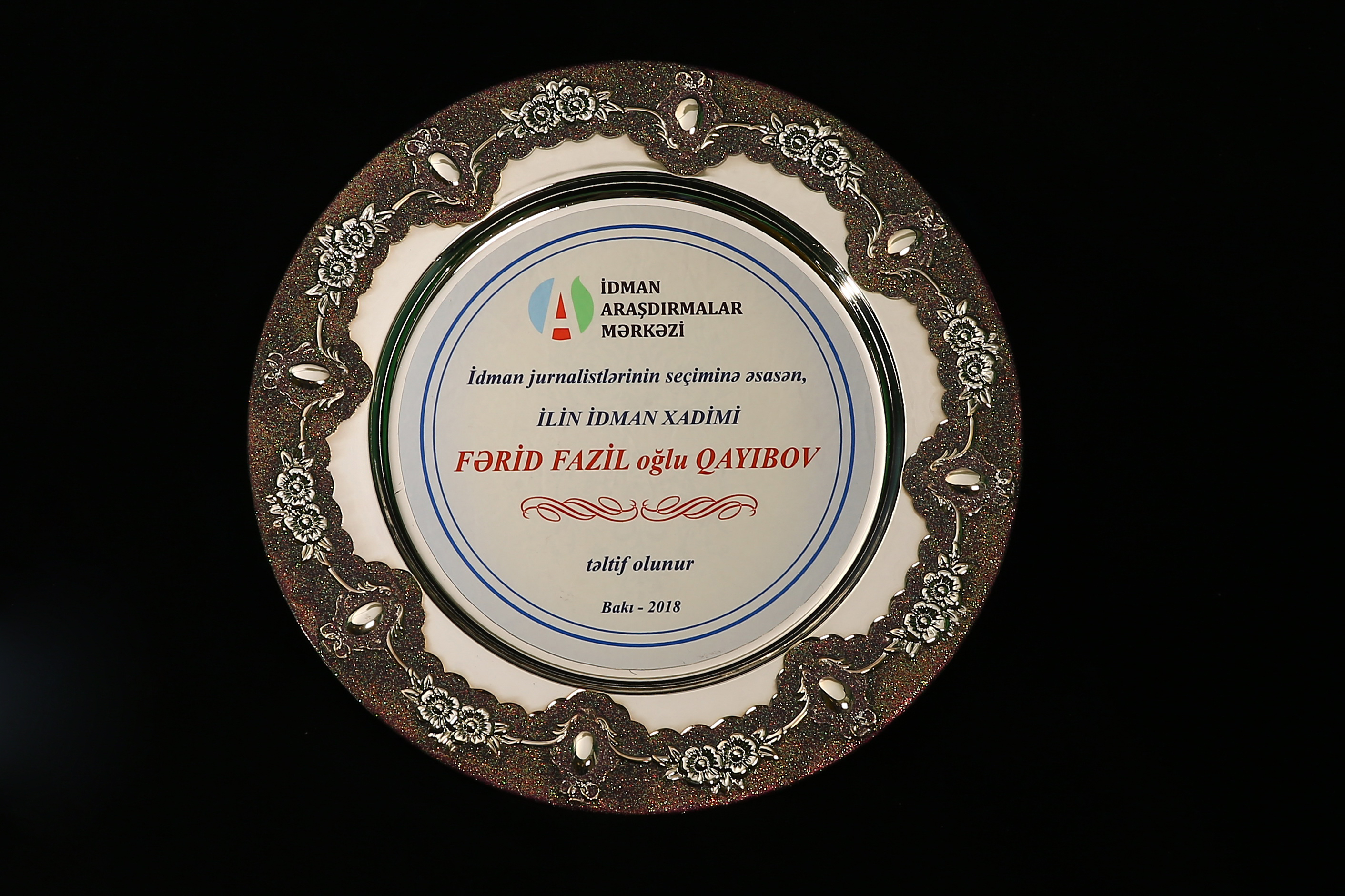
En 2018, Gayibov est élu « Personnalité sportive de l'année » dans le cadre du projet « Gagnants de l'année-2018 » du Centre de Recherche sportive.
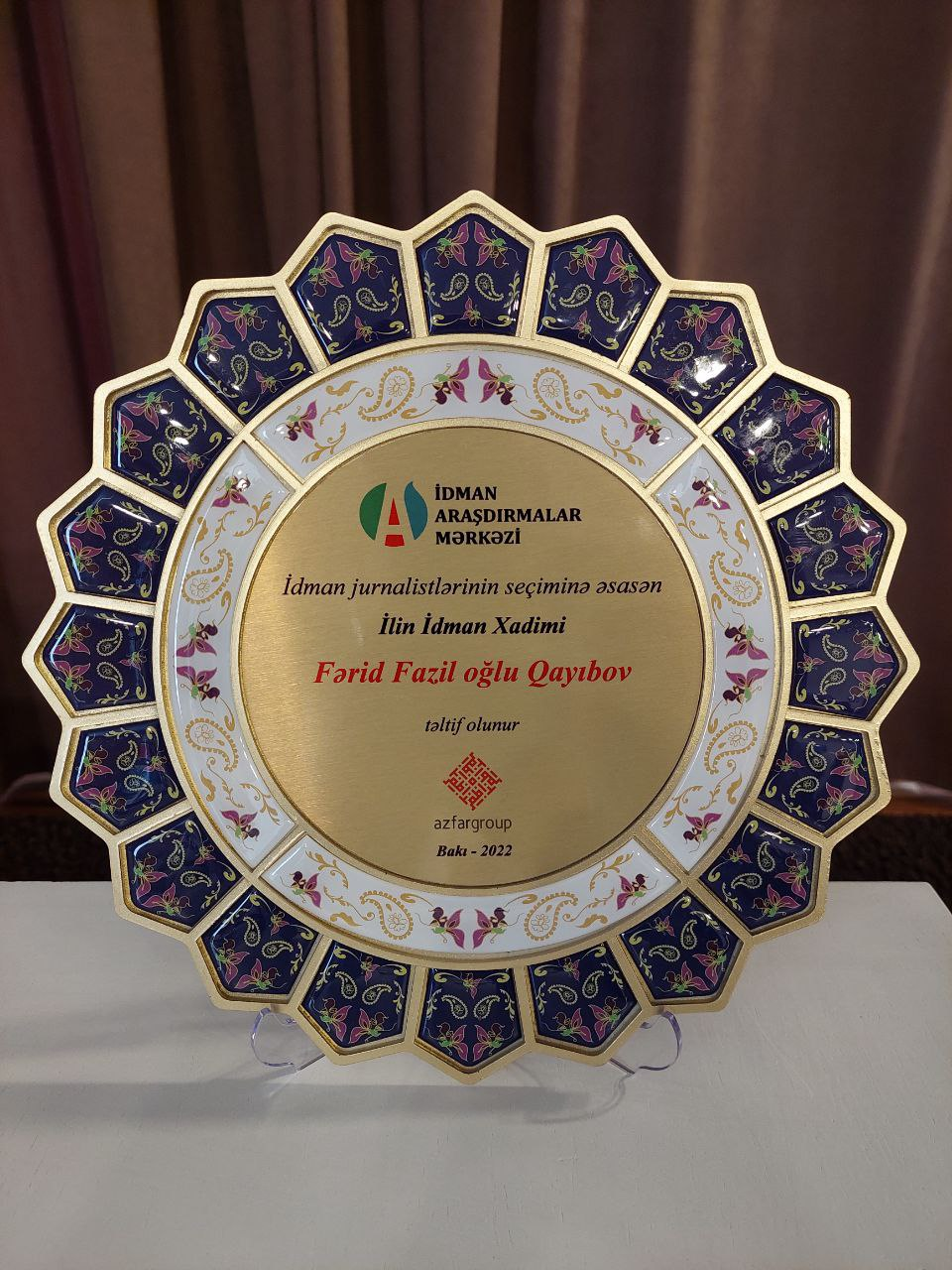
En 2022, il est élu Personnalité sportive de l'année dans le cadre du projet Gagnants de l'année du Centre de Recherche sportive.